# Núi đồng lớn Falun
Mỏ Falun (tiếng Thụy Điển: Falu Gruva) là một mỏ ở Falun, Thụy Điển đã hoạt động trong một thiên niên kỷ từ thế kỷ thứ 10 đến năm 1992. Đây là nơi đã sản xuất 2/3 nhu cầu đồng của toàn châu Âu và đã giúp cấp quỹ cho các cuộc chiến tranh của Thụy Điển trong thế kỷ 17. Những phát triển công nghệ tại mỏ đã có một ảnh hưởng sâu sắc đối với ngành khai thác mỏ toàn cầu trong hai thế kỷ. Từ năm 2001 nó đã được UNESCO công nhận di sản thế giới cũng như trở thành một viện bảo tàng.

## Lịch sử
Không có văn bản ghi chép xác lập chính xác các hoạt động khai thác mỏ bắt đầu ở núi đồng lớn này. Các nghiên cứu khảo cổ và địa chất cho thấy với sự không chắc chắn đáng kể, thì thời gian hoạt động khai thác bắt đầu vào khoảng năm 1000. Mỏ này chắc chắc đã hoạt động vào năm 1080 nhưng các hoạt động đáng kể đã bắt đầu trước năm 850. Các hiện vật từ thế kỷ thứ 10 đã được tìm thấy chứa đồng từ mỏ này. Vào thời gian đầu, các hoạt động của quy mô nhỏ, với nông dân địa phương thu thập quặng, luyện kim, và bằng cách sử dụng kim loại cho nhu cầu gia đình.
Khoảng thời gian của Magnus III của Thụy Điển, vua của Thụy Điển 1275-1290, một hoạt động chuyên nghiệp hơn bắt đầu diễn ra. Các nhà quý tộc và thương nhân nước ngoài từ Lübeck đã lấy mỏ đồng từ nông dân. Các thương nhân vận chuyển và bán đồng đi khắp châu Âu, nhưng cũng ảnh hưởng đến các hoạt động và phát triển các phương pháp và công nghệ được sử dụng khai thác. Tài liệu đầu tiên viết về mỏ từ 1288. Tài liệu ghi lại rằng, trong trao đổi cho một bất động sản, các Đức Giám mục của Västerås mua lại 12,% cổ phần mỏ.
Đến giữa thế kỷ 14, mỏ đã phát triển thành một nguồn tài nguyên quốc gia quan trọng và một phần lớn của nguồn thu cho nhà nước Thụy Điển trong thế kỷ tới là từ mỏ này. Các vua sau đó, Magnus IV của Thụy Điển, đã đến thăm khu vực cá nhân và soạn thảo một điều lệ cho các hoạt động khai thác khoáng sản, đảm bảo lợi ích tài chính của chủ quyền.

## Di sản thế giới
Năm 2001, mỏ đồng này được UNESCO công nhận là di sản thế giới, và trở thành một trong 12 di sản tại Thụy Điển. Ngoài khu vực mỏ, di khu vực di sản còn bao gồm thị trấn Falun, trong đó có các khu vực định cư của thợ mỏ trong thế kỷ 17 và Bergsmansbygden, một khu vực rộng hơn ở đó thợ mỏ tự do định cư và thường xây các công trình bất động sản phản ánh sự giàu có của họ.

## Bảo tàng
Có khoảng 100.000 lượt khách tham quan bảo tàng mỗi năm. Bảo tàng trưng bày lịch sử khai thác mỏ ở mỏ này qua hàng thế kỷ; bao gồm việc khai thác khoáng, các mẫu máy móc, công cụ và con người hoạt động tại mỏ. Bảo tàng cũng có một bộ sưu tập lớn về các bức tranh từ thế kỷ 17 về vai trò của con người tại mỏ này.